# Caso Penadés
El Caso Penadés es un proceso judicial iniciado en marzo de 2023. Involucra al político uruguayo Gustavo Penadés y a Romina Celeste Papasso, una militante transexual ambos pertenecientes al Partido Nacional. Papasso denunció públicamente que Penadés le había pagado para tener relaciones sexuales cuando ella tenía 13 años, a partir de entonces, al menos otras ocho víctimas declararon haber sufrido abusos por parte de Penadés cuando eran adolescentes, la mayoría provenientes de contextos sociales vulnerables. Penadés negó las acusaciones y recibió el respaldo inicial del presidente Luis Lacalle Pou, quien dijo creerle por ser su amigo, aunque agregó que esperaba a la actuación de la Justicia.
Sin embargo, la Fiscalía General de la Nación inició una investigación y solicitó el desafuero del legislador para poder procesarlo. El 8 de junio de 2023, el Senado aprobó el desafuero de Penadés por unanimidad, lo que le quitó sus fueros parlamentarios y lo dejó a disposición de la Justicia. El caso ha generdo un fuerte impacto en la opinión pública y en el ámbito político uruguayo, al tratarse de uno de los senadores más influyentes del oficialismo.

## Contexto
Este caso se originó a partir de una denuncia pública realizada por Papasso, una militante del Partido Nacional, el mismo al que pertenece Penadés. Papasso afirmó en un tuit, el 29 de marzo de 2023, que Penadés le había pagado para tener relaciones sexuales cuando ella era menor de edad, en una entrevista Papasso relató que conoció a Penadés en el Parque Batlle, Montevideo, donde solía frecuentar a hombres mayores que le ofrecían dinero a cambio de favores sexuales. Según su testimonio, Penadés la llevó a un motel y le pagó por mantener relaciones sexuales con él. Papasso dijo que esto ocurrió en dos ocasiones, cuando ella todavía no había iniciado su transición de género.
Penadés negó las acusaciones y dijo que se trataba de un «escarnio público» para desprestigiarlo. El exsenador afirmó que nunca había visto a Papasso en su vida y que tenía testigos que podían corroborar su inocencia. Además, sugirió que detrás de las denuncias había un joven con antecedentes penales por estafa, que habría contactado a Papasso para involucrarlo en el caso.
El presidente Luis Lacalle Pou expresó su respaldo a Penadés y dijo que le creía por ser su amigo. Lacalle Pou declaró que no tenía elementos para dudar de la palabra del exsenador y que confiaba en la Justicia para esclarecer los hechos.

## Investigación

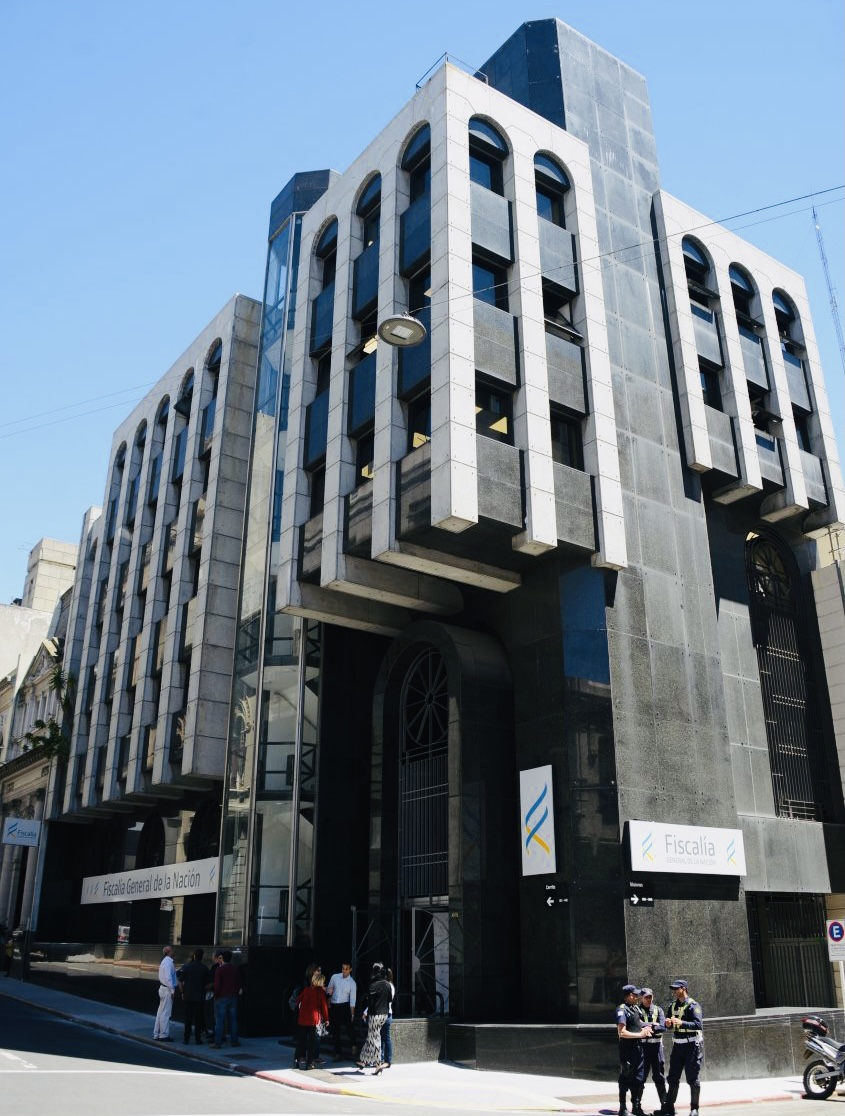
Sede Fiscalía General de la Nación

La Fiscalía General de la Nación inició una investigación de oficio por el presunto delito de explotación sexual de menores cometido por Penadés. La fiscal Alicia Ghione, especializada en delitos sexuales, fue la encargada de llevar adelante el caso. En el marco de la investigación, se presentaron al menos otras ocho víctimas que declararon haber sido abusadas por Penadés cuando eran menores de edad. Según los informes de la fiscalía, los hechos habrían ocurrido entre 1998 y 2019. Algunas de ellas dijeron haber sido contactadas por Penadés a través de redes sociales o aplicaciones de citas, mientras que las otras lo conocieron personalmente en lugarés públicos como parques o canchas de fútbol.
El 29 de mayo de 2023, la fiscal Ghione solicitó el desafuero de Penadés para poder procesarlo penalmente. El pedido fue derivado a la Suprema Corte de Justicia, que luego lo envió al Parlamento. El 7 de junio, el Senado aprobó el desafuero de Penadés por unanimidad. De esta manera, Penadés quedó suspendido en sus funciones parlamentarias y a disposición del Tribunal competente.

## Juicio penal
El 10 de octubre de 2023, se inició un juicio contra Penadés y su presunto cómplice, Sebastián Mauvezín, un exprofesor de Historia del Liceo Militar General Artigas, acusado de pagar a adolescentes por actos eróticos y sexuales. La fiscalía solicitó que Penadés fuera imputado por más de veinte delitos de promesa de retribución a menores de edad para que ejecuten actos sexuales, abuso sexual, violación, desacato, corrupción de menores y atentado al pudor, basándose en las declaraciones de las víctimas y en las evidencias obtenidas por la Policía Científica, como filmaciones y pericias a los celulares de los acusados. El juicio se desarrolló ante la jueza penal de 4° Turno, Marcela Vargas, quien escuchó los testimonios de las partes, los peritos y lo testigos.

## Sentencias
El mismo día del juicio, la Justicia dictó prisión preventiva a Penadés luego de formalizarlo por 22 delitos. La prisión preventiva durará 180 días, hasta el 9 de abril de 2024, plazo en que la fiscalía deberá presentar la acusación final. La defensa de Penadés apeló la decisión y solicitó una pericia médica para determinar si su estado de salud le impide pasar sus días en prisión preventiva en un centro carcelario. Según Penadés, padece de problemas de salud, lo que podría agravar su estado de salud en un ambiente carcelario. El 17 de octubre, Vargas revolvió mantener la prisión preventiva de Penadés y que será reevaluado en 90 días, tras recibir el informe médico que indicaba que el exsenador no presentaba riesgo vital ni requería atención hospitalaria.
El 19 de diciembre, cinco implicados en una trama de extorsión y estafa fueron condenados por desacreditar a las víctimas y favorecer a los acusados. Entre ellos estaban Federico Rodríguez, quien trabajaba para el exdirector del COMCAR, Carlos Taroco, se le imputó por los delitos de cohecho calificado especialmente agravado y asociación para delinquir y Diego Cuiñas, un funcionario del Parlasur, imputado por el delito continuado de tráfico de influencias agravado y asociación para delinquir. Además de las penas en prisión, los condenados deberá pagar una reparación económica a las víctimas, de acuerdo con la Ley de Violencia Basada en Género. Cada uno de ellos deberá abonar el equivalente a doce salarios mínimos, a cada una de las víctimas.